# Sangkar Nihuta
Sangkar Nihuta is een bestuurslaag in het regentschap Toba Samosir van de provincie Noord-Sumatra, Indonesië. Sangkar Nihuta telt 3011 inwoners (volkstelling 2010).